# Парламентские выборы в Сахарской Арабской Демократической Республике (2012)
Выборы в Сахарский национальный совет прошли с 19 по 21 февраля 2012 года. Кандидаты боролись за места в Совете, который является однопалатным законодательным органом частично признанной Сахарской Арабской Демократической Республики (САДР).
Выборы проводились только в так называемой Свободной зоне, а также в лагерях сахарских беженцев в Алжире. Остальная часть Западной Сахары находится под фактическим управлением Королевства Марокко. Выборы были проведены после 13-го Конгресса Фронта ПОЛИСАРИО, который состоялся двумя месяцами ранее, с 15 по 22 декабря 2011 года.
Доля молодёжи в новом Совете составила 42 %, а женщины получили 25 % мест. 28 февраля 2012 года Хатри Адду был переизбран спикером (президентом) Совета.